# Hôtel d'Hozier
L'hôtel Hozier est un hôtel particulier situé 110 rue Vieille-du-Temple et 9 rue Debelleyme dans le 3e arrondissement de Paris.

## Histoire
Le terrain sur lequel fut construit l’hôtel était le fief des Petits-Marais, alleu libre de redevance féodale. Ce terrain fut vendu à Jean Thiriot en 4 lots en 1619 par Denise Gaudart veuve de François Gaudart conseiller au Parlement avec qui elle avait acquis ce fief en 1603. Jean Thiriot qui s'était engagé à bâtir et à aménager la rue devant l’hôtel prévu en revendit une partie en 1623 à l’angle de l’actuelle rue Develleyme à Robert Josselin, écuyer, seigneur de Marigny et y construisit un hôtel qui passa ensuite en plusieurs mains. L’hôtel réaménagé de 1731 à 1733 par l’architecte Denis Quirot (également celui de l’hôtel du Barry rue de la Jussienne) fut acquis en 1735 par Louis-Pierre d’Hozier.
Son fils, Charles d'Hozier, conspirateur royaliste, cache en 1803 ses activités illicites par une entreprise de cabriolets dans son hôtel.
Dans les années 1930, alors qu'il est très délabré, l'hôtel d'Hozier est le siège en France de l'organisation juive de gauche appelée le Bund et des organisations qui en dépendent, comme le Sotsyalistisher Kinder Farband, organisation de jeunesse juive. Les organisations bundistes le quittent pour s'installer au 52 rue René-Boulanger en 1965.
L'hôtel fait l'objet d'une inscription au titre des monuments historiques par arrêté du 29 mai 1987.
La sculptrice Sandrine Follère y eut son atelier de 1996 à 2005.

## Architecture
L'hôtel sur cour et jardin est assez vaste.
La façade sur rue, à l’origine en brique et pierre, fut surélevée au XIXe siècle.
Le portail sculpté par Antoine Fauquière en 1733 comporte des figures de Mars et de Minerve et une cartouche au-dessus de la porte surmontée d’une tête de lion.

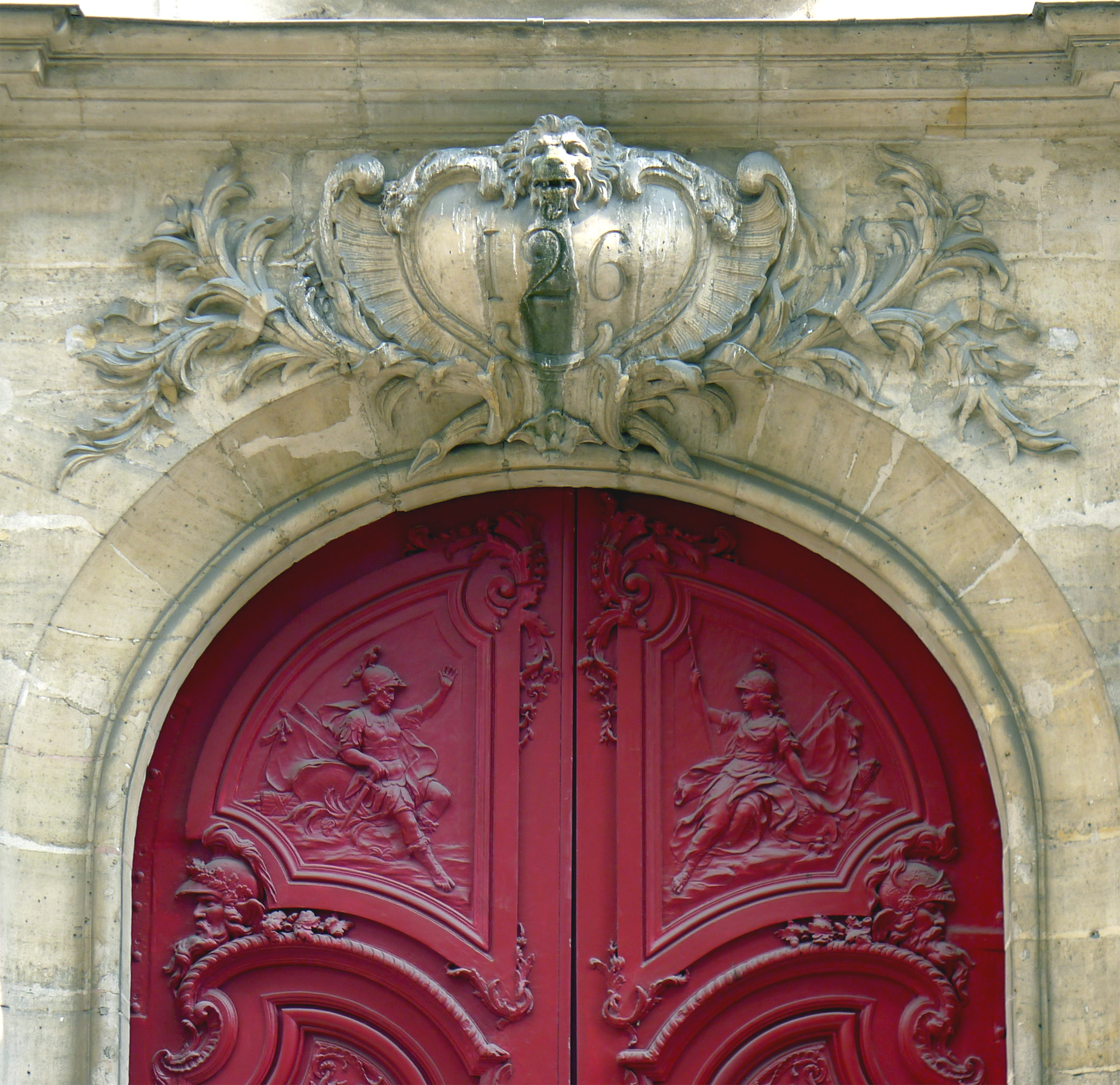
Portail.
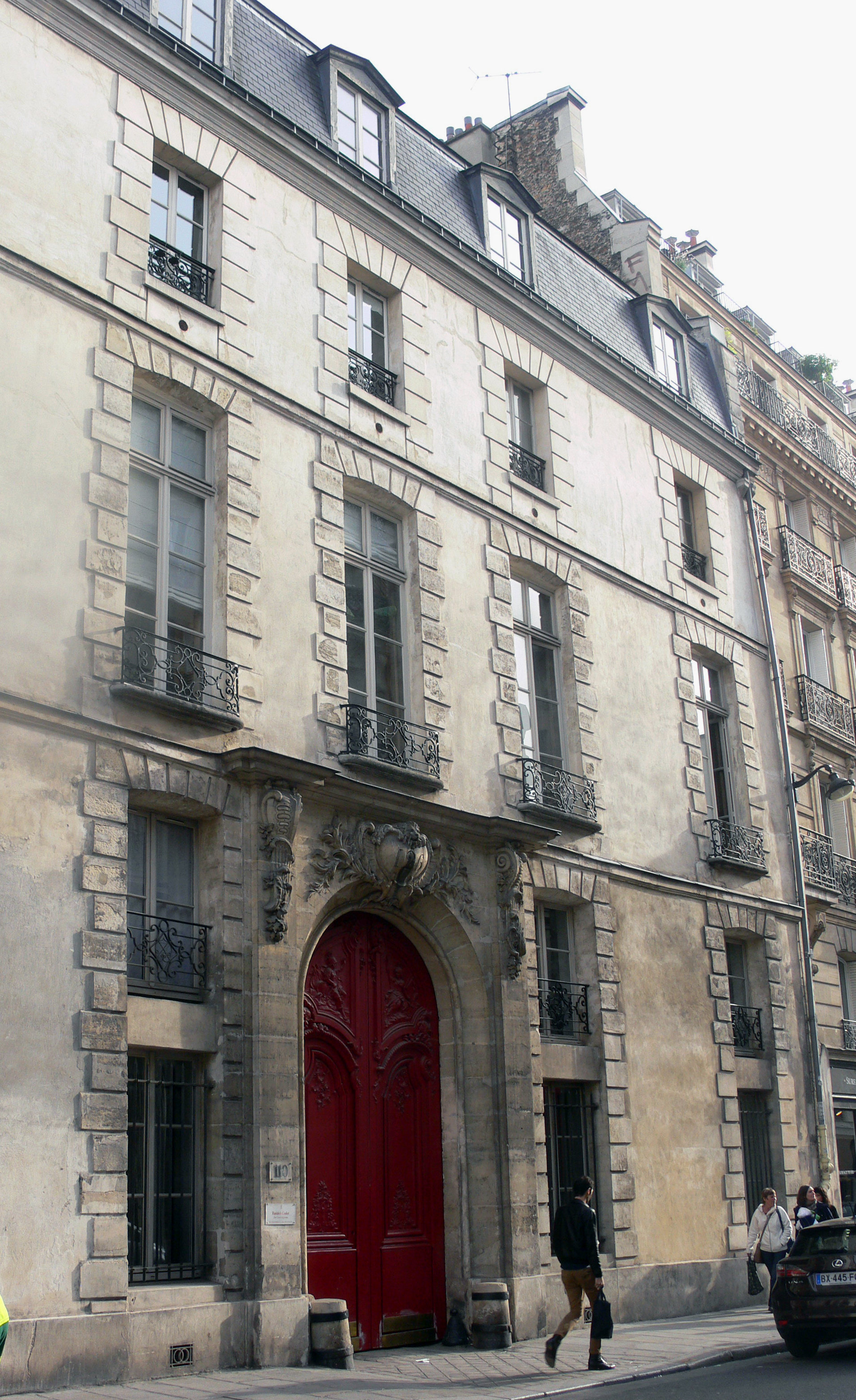
Façade sur la rue Vieille-du-Temple.

La cour entre le logis sur rue et le bâtiment entre cour et jardin est entourée de deux ailes percées d’arcades, l’aile droite étant à l’origine une remise de carrosses.
Le vestibule à gauche au fond de la cour donne sur un escalier avec une rampe forgée sur les dessins de Quirot et conduit au jardin entouré d’une aile flanquée d’un cabinet sur trompe conique décoré d’une coquille avec tête de méduse et d’une aile nord en briques et pierre.

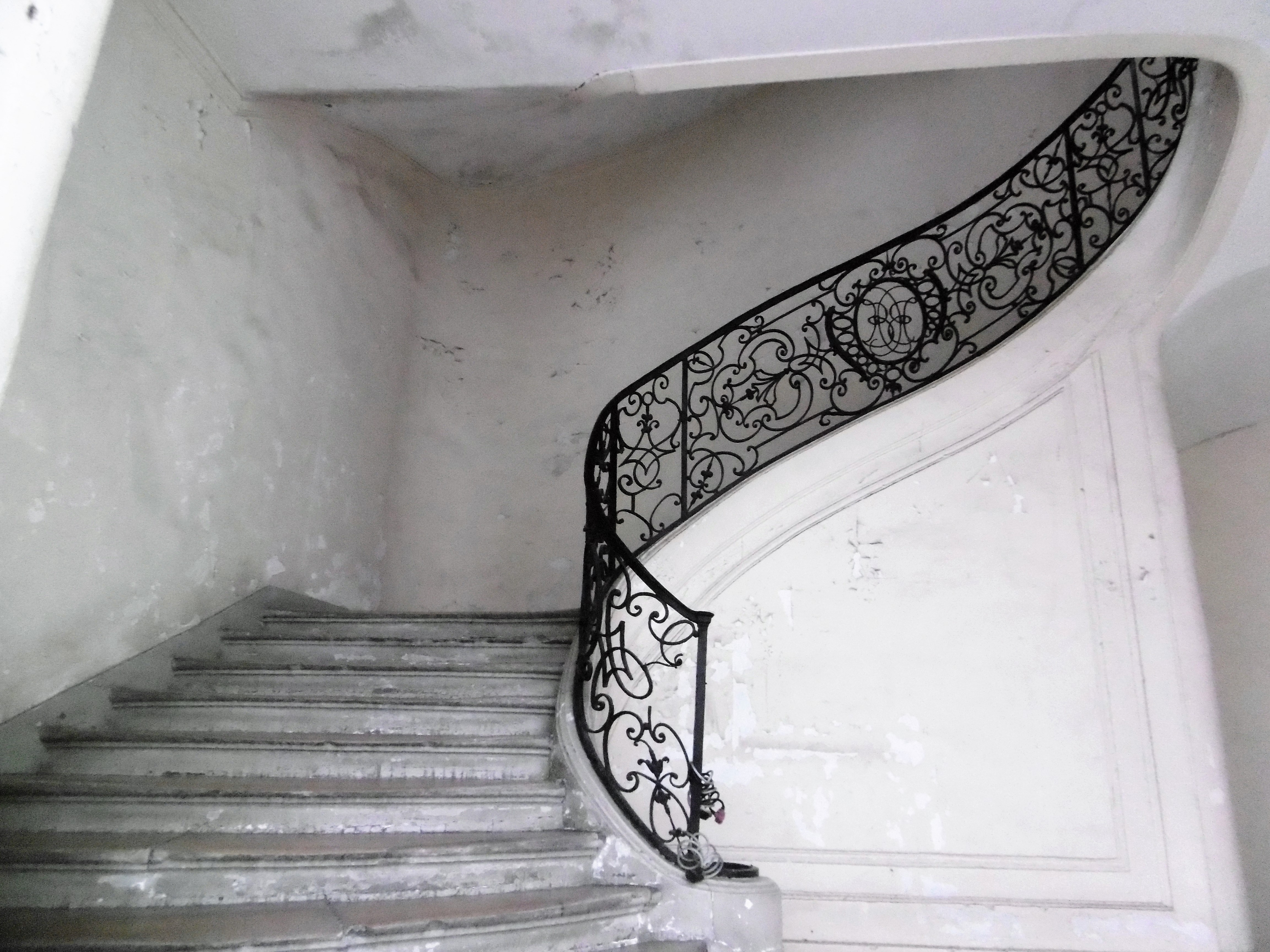
Rampe forgée de 1735.
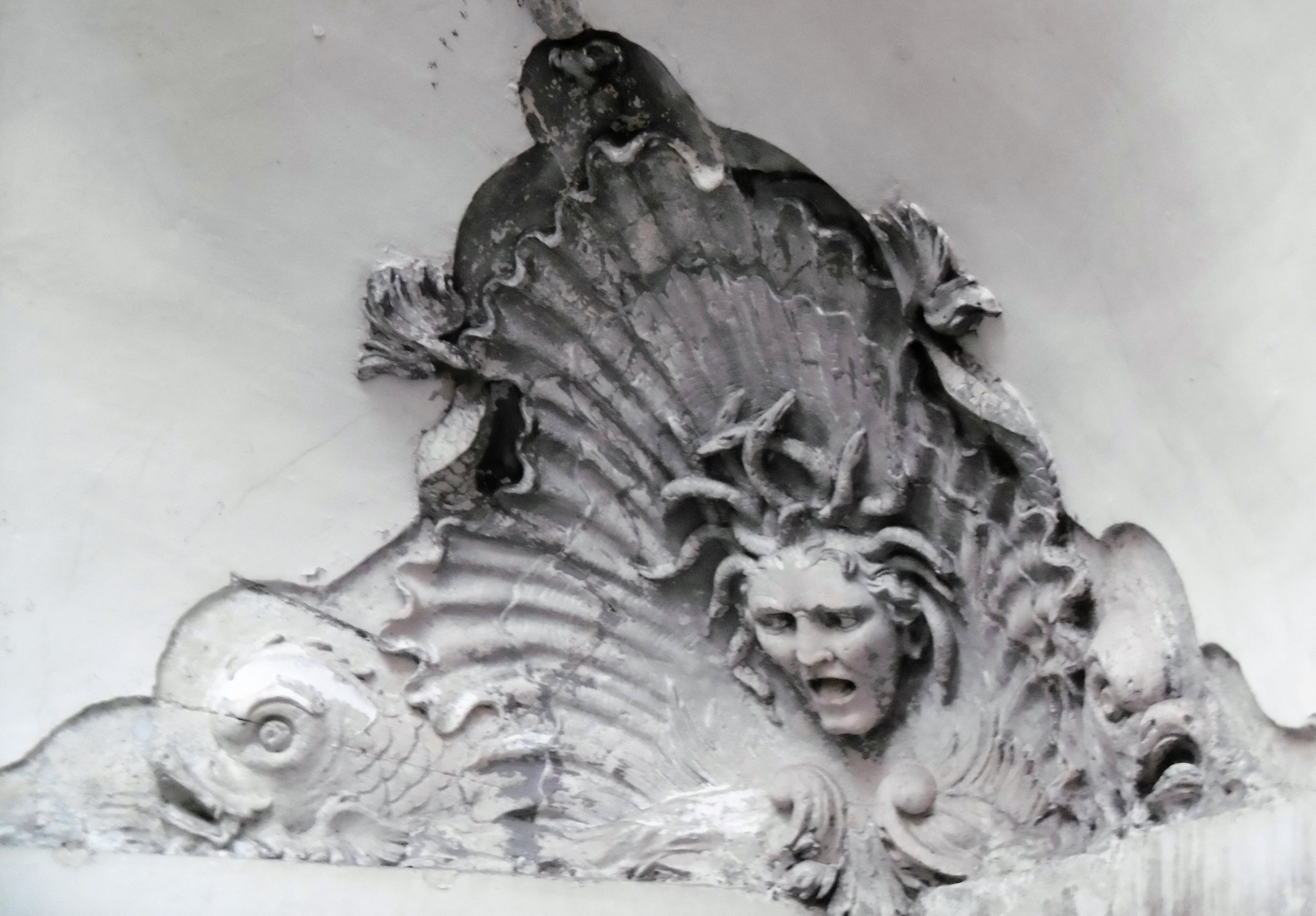
Méduse sculptée sur façade sur jardin.
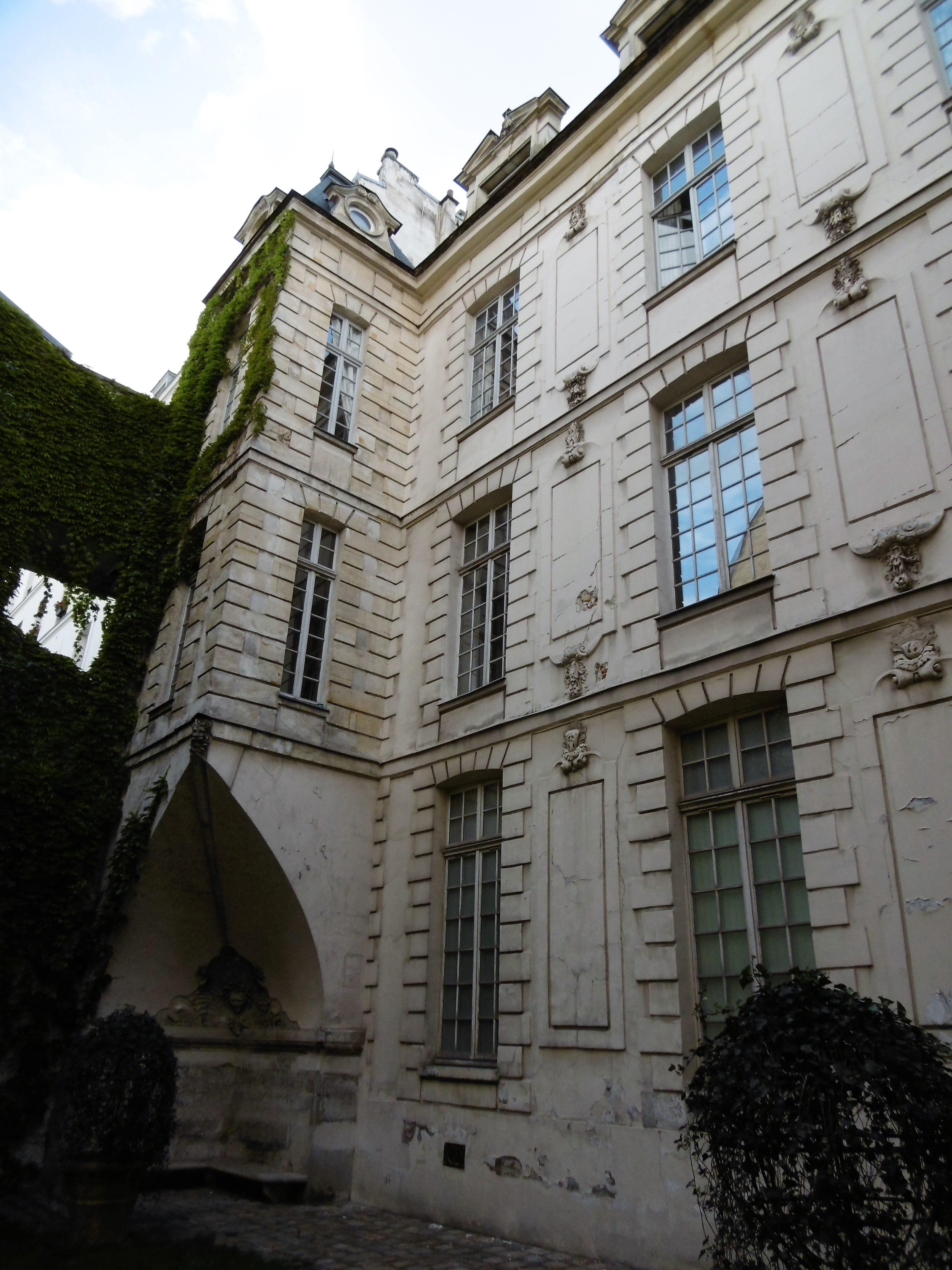
Aile sur jardin avec cabinet proéminent.
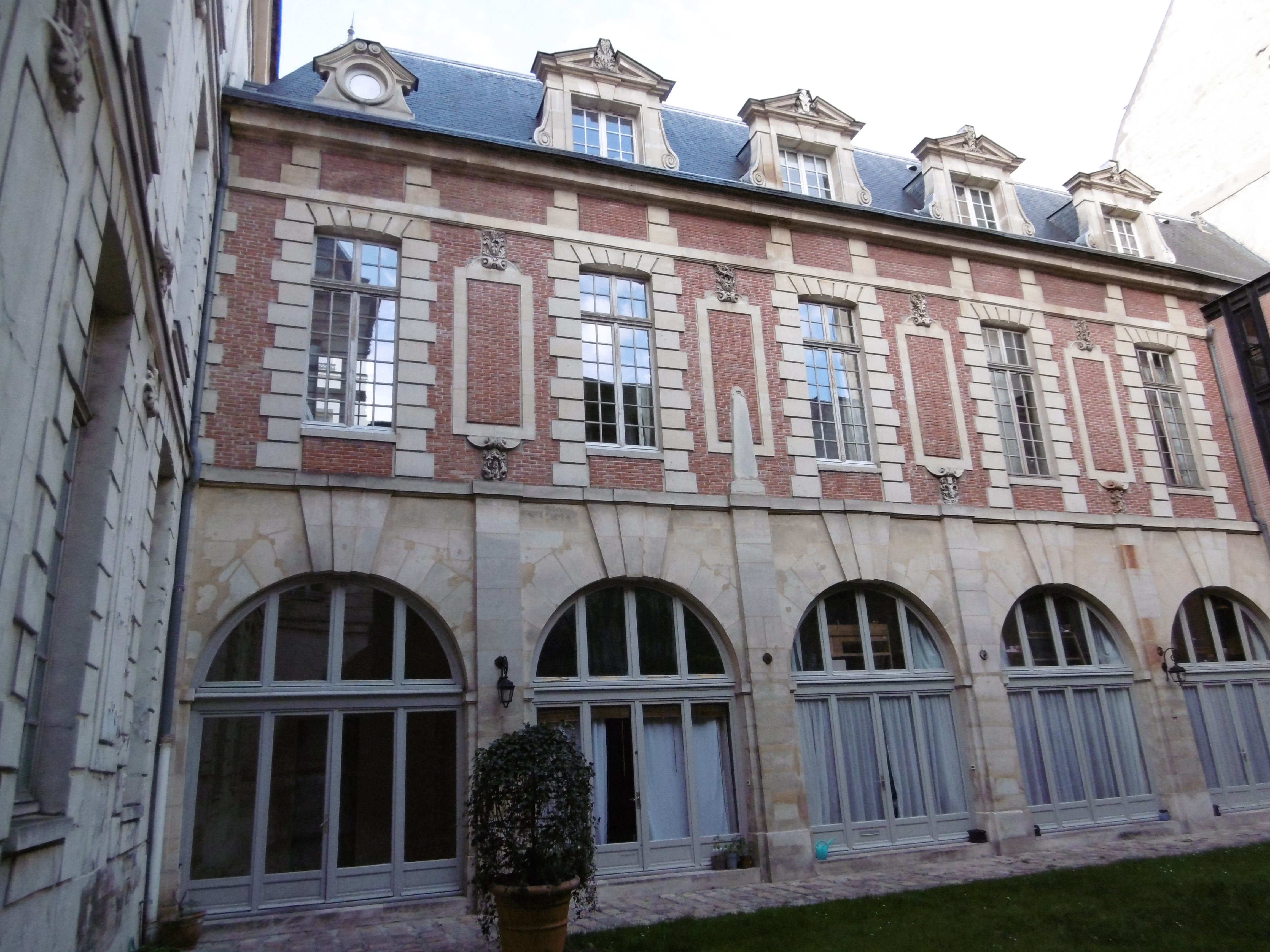
Aile nord sur jardin.